# Mirko Petrović-Njegoš
Mirko Petrović-Njegoš, granduca di Grahovo (in cirillico: Мирко Петровић-Његош?; Njeguši, 19 agosto 1820 – Cettigne, 20 luglio 1867), è stato un militare, diplomatico e poeta montenegrino.
Valoroso soldato, vinse la battaglia di Grahovac il 1º maggio 1858, guidando l'esercito montenegrino contro gli Ottomani.

## Biografia

### Infanzia
Era il fratello del principe Danilo I del Montenegro e padre del futuro re Nicola I, figlio di Stanko Petrović-Njegoš e di Krstinja Vrbica. Suo zio era Petar II Petrović-Njegoš.

### Carriera militare

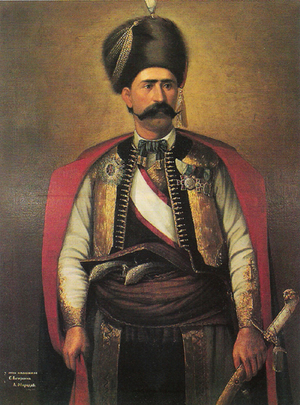
Il granduca Mirko ritratto nel XIX secolo.

Valoroso soldato, vinse la battaglia di Grahovac il 1º maggio 1858, guidando l'esercito montenegrino contro gli Ottomani.
Fu sconfitto nel corso della guerra turco-montenegrina del 1861-62 e deportato in seguito alla firma della convenzione di Scutari.

### Matrimonio
Sposò in Njegusi il 7 novembre 1840 Anastasija (Stana) Martinović, appartenente a nobile famiglia del luogo. Da questo matrimonio nacquero tre figli.

### Morte

Il vojvoda Mirko Petrović-Njegoš in una stampa d'epoca.

Tornato in patria, morì a Cettigne il 20 luglio 1867.

## Discendenza
Il granduca Mirko e Anastasija Martinović ebbero tre figli:
- Nicola I, re del Montenegro, sposato con la nobile Milena Vukotić;
- la principessa Anastasia, sposata con Sava Plamenać;
- la principessa Maria, sposata con il capitano Y. Gopčević.

## Attività letteraria
Scrisse un poema epico, Junački spomenik, pubblicato a Cettigne nel 1864, in cui glorificava il Montenegro e i montenegrini, raccontando le grandi vittorie del suo popolo contro i turchi.